# Eva Foley (16e baronne Berkeley)
Eva Mary FitzHardinge Milman (4 mars 1875 † 4 décembre 1964), 16e baronne Berkeley suo jure, est une aristocrate britannique.

## Biographie
Fille unique du major-général Gustavus Milman et Louisa, 15e baronne Berkeley, à qui elle succède en 1899, elle est nommée MBE en 1920.
Elle épouse en 1903 le colonel Frank Wigram Foley CBE DSO († 1949), avec deux filles.
Ils habitent à Fairlawn à Camberley dans le Surrey.

## Distinctions
- Ordre de l'Empire britannique à titre civil